# 唐本忠
唐本忠（1957年2月—），中国高分子化学家，中国科学院院士、英國皇家化學學會會士、发展中国家科学院院士。現任香港中文大學（深圳）校长学勤讲座教授、香港中文大學（深圳）理工學院院長、及醫學院客座教授。唐本忠是聚集诱导发光（Aggregation Induced Emission, AIE）原創性科學概念的提出者及該領域研究的引領者，被國際學界譽為「AIE之父」。

## 生平
唐本忠生於湖北潛江，籍貫湖南津市市。父親在副食品加工廠工作，家境清貧，憑藉不到50元人民幣的月薪養活6個孩子。受文化大革命波及，從小學二年級一直到高中畢業，唐本忠都沒有受過系統訓練和教育，主要靠自學。1974年，高中畢業後的唐本忠下鄉插隊，參與河道疏濬工作。後來他前往武漢一間工廠的制氧車間當工人。
1977年中國恢復高考，唐本忠成為首批考生，並被廣東化工學院（今華南理工大學）重化系高分子化工專業錄取，1982年畢業獲學士學位。之後唐本忠以公费留学生身分被教育部选派到日本京都大学留學,師從知名高分子合成專家東村敏延和增田俊夫。1985年、1988年先後獲京都大學碩士及博士學位，此後在住友化學和滋賀縣Neos株式会社中央研究所任高級研究員。1989年至1994年，唐本忠在加拿大多倫多大學從事博士後研究。
1994年至2021年在香港科技大學任教，2008年晉升為講席教授。2009年當選中國科學院院士。2013年當選英國皇家化學學會會士。2018年獲國家自然科學一等獎，以表彰其在「高效能聚集誘導發光現象(AIE)研究方面的卓越成就，以及有關研究對生命科學、醫學及應用科學等領域所作出的重大貢獻」，成為香港科技大學建校以來獲頒此獎的首人，也是第二位獲頒此獎的香港科學家。
2021年唐本忠加入香港中文大學（深圳）擔任理工學院院長、校長學勤講座教授。

## 榮譽

### 學術
- 國家自然科學獎二等獎（2007年）[8]
- Khwarizmi國際科學獎二等獎（2014年）[8]
- 國家自然科學獎一等獎（2018年）[8]
- 香港科技大學傑出客座教授[10]

### 其他
- 广州市荣誉市民（2015年）[11]

## 政治參與
2021年9月，唐本忠經指定團體提名（粵港澳大灣區院士聯盟）成為香港特别行政區選舉委員會科技創新界委員。
唐本忠亦是香港建制派團體「香港再出發大聯盟」的共同發起人之一。